# Bryobia marcandrei
Bryobia marcandrei är en spindeldjursart som beskrevs av Hatzinikolis och Panou 1996. Bryobia marcandrei ingår i släktet Bryobia och familjen Tetranychidae. Inga underarter finns listade.